# حيرام بينغهام الرابع
حيرام بينغهام الرابع (بالإنجليزية: Hiram Bingham IV)‏ هو دبلوماسي أمريكي، ولد في 17 يوليو 1903، وتوفي في 12 يناير 1988 في Salem, Connecticut ‏ في الولايات المتحدة.

## وصلات خارجية
- حيرام بينغهام الرابع على موقع إن إن دي بي (الإنجليزية)